# 菅原町 (浜松市)
菅原町（すがわらちょう）は静岡県浜松市中央区の町名。丁番を持たない単独町名である。住居表示実施済。

## 地理

### 学区
- 浜松市立県居小学校
- 浜松市立西部中学校

## 歴史

### 町名の由来
菅原町は1882年に七軒町と上新町が合併してできた。七軒町と上新町の産土神であり、天神社の祭神である菅原道真公に由来する。

### 沿革
- 1882年（明治15年） - 七軒町と上新町が合併して浜松菅原町となる。
- 1889年（明治22年）4月1日 - 町村制の施行により、敷知郡浜松菅原町が周辺の町村と合併して敷知郡浜松町となる[WEB 7]。旧町名は浜松町の大字として残る[書籍 2]。
- 1896年（明治29年）4月1日 - 郡制の施行により、浜松町の所属郡が浜名郡に変更となる。
- 1911年（明治44年）7月1日 – 浜松町が市制施行して浜松市となる。
- 1925年（大正14年）5月1日 -  地籍整理により、大字菅原から菅原町に町名変更を実施。また、大字成子・大字東鴨江・大字伊場の各一部を編入。さらに一部を成子町へ割譲[書籍 3]。
- 1968年（昭和43年）6月1日 - 成子町と東伊場町の各一部を編入するとともに住居表示を実施。
- 2007年（平成19年）4月1日 - 浜松市が政令指定都市となる。菅原町は中区の一部となる。
- 2024年（令和6年）1月1日 - 浜松市の行政区再編により、菅原町は中央区の一部となる。

## 施設
- リコージャパン浜松事業所
- ファミリーマート浜松メガジャンボ/S店

## 交通

### バス
- 遠鉄バス20志都呂宇布見線：（浜松駅 方面 - ）菅原（ - 山崎（志都呂経由）／舞阪駅（イオンモール浜松志都呂経由））

### 道路
- 国道257号（東海道）
- 静岡県道62号浜松雄踏線（雄踏街道）
- 浜松市道菅原11号線（旧東海道）
- 浜松市道鴨江菅原線（オルガン坂）

## その他

### 警察
警察の管轄区域は以下の通りである。
| 番・番地等 | 警察署         | 交番・駐在所 |
| ---------- | -------------- | ------------ |
| 全域       | 浜松中央警察署 | 東伊場交番   |

### 消防
消防の管轄区域は以下の通りである。
| 番・番地等 | 消防署   | 本署/出張所 |
| ---------- | -------- | ----------- |
| 全域       | 中消防署 | 鴨江出張所  |

### 書籍
1. ↑  『わがまち文化誌 学びの里 祈りの丘』浜松市県居公民館、2000年4月25日、289頁。
2. ↑  『浜松市史 三』浜松市役所、1980年3月26日、177頁。
3. ↑  『浜松市史 三』浜松市役所、1980年3月26日、354,356頁。

### WEB
1. ↑  “h02_22.csv”.   総務省 (2022年2月10日). 2024年10月10日閲覧。
2. ↑  “chuouku_menseki.xlsx”.   浜松市 (2024年3月12日). 2024年10月10日閲覧。
3. ↑  “静岡県 浜松市中央区 菅原町の郵便番号 - 日本郵便”.   日本郵便. 2025年2月15日閲覧。
4. ↑  “市外局番の一覧”.   総務省 (2022年3月1日). 2024年6月18日閲覧。
5. ↑  “事業所案内及び管轄地域（事務所3件、分室3件）”.   一般社団法人静岡県自動車会議所. 2024年6月18日閲覧。
6. ↑  “zissiitiran1.pdf”.   浜松市 (2024年1月4日). 2024年6月18日閲覧。
7. ↑  “historyofcities.pdf”.   静岡県総務部合併推進室・財団法人静岡県市町村振興協会. 2024年10月17日閲覧。
8. ↑  “東伊場交番｜静岡県警察”.   静岡県警察 (2024年1月1日). 2024年6月18日閲覧。